# Saverio Baldacchini
Saverio Baldacchini né Francesco Saverio Baldacchini Gargano (24 avril 1800, Barletta - 13 mars 1879, Naples) est un écrivain, poète et homme politique italien du XIXe siècle.

## Biographie
Saverio Baldacchini a été député durant la VIIIe législature du royaume d'Italie.